# Эпидик
«Эпидик» (лат. Epidicus) — комедия-паллиата римского драматурга Тита Макция Плавта, которую датируют примерно 200 годом до н. э.
Все пьесы Плавта являются переработками греческих комедий, однако в случае с «Эпидиком» первоисточник неизвестен. Некоторые антиковеды, исходя из существенных отличий этой пьесы от «Купца», восходящего к Филемону, и «Касины», восходящей к Дифилу, полагают, что это переделка одной из комедий Менандра. «Эпидик» упоминается в тексте «Вакхид», то есть был написан раньше; предположительная дата написания и постановки — 200 год до н. э.
Текст комедии сохранился не полностью. Нет начала, а имеющийся финал нетипичен для античной комедии; отсюда исследователи делают вывод, что ещё и две последние сцены утрачены.